# Bieujac
Bieujac är en kommun i departementet Gironde i regionen Nouvelle-Aquitaine i sydvästra Frankrike. Kommunen ligger i kantonen Langon som tillhör arrondissementet Langon. År 2022 hade Bieujac 670 invånare.

## Befolkningsutveckling
Antalet invånare i kommunen Bieujac
Referens:INSEE